# Bolla Gábor Quartet
A Bolla Gábor Quartet egy magyar dzsesszegyüttes. 2003. október 15-én, Bolla Gábor szaxofonos 15. születésnapján alakult, Bolla Quartet néven.

## Tagjai
Az alapító Cseke Gábort a zongoránál Szakcsi Lakatos Róbert váltotta fel 2005 elejétől.
- Bolla Gábor (szoprán- és tenorszaxofon)
- Szakcsi Lakatos Róbert (zongora)
- Orbán György (bőgő)
- Mohay András (dob)

Mohay András 2014-ben tragikus körülmények között elhunyt.
Az időközben Dániába költözött Bolla Gábor 2018 júniusában a következő összetételű Bolla Gábor Quartettel adott koncertet Budapesten:
- Bolla Gábor  (szaxofon)
- Szakcsi Lakatos Róbert (zongora)
- Orbán György (nagybőgő)
- Balázs Elemér (dob)[1]

## Lemeze
- The Way We Play (2004)

## Díjai, elismerései
- Szakcsi Lakatos Róbert – Montreux-i fesztivál – Best solist (2001)
- Bolla Gábor – Hans Koller-díj (2004)
- Avignoni Jazzfesztivál Nagydíja (2005)

## Koncertek
A kvartett a belföldi koncerteken túl (pl. 2007, Dzsesszlánc) szerepelt Szentpétervárott, Hollandiában, Ausztriában, Németországban, Franciaországban és Szlovákiában.
Legutóbbi hazai koncertje 2018-ban volt.